# Aeroclub

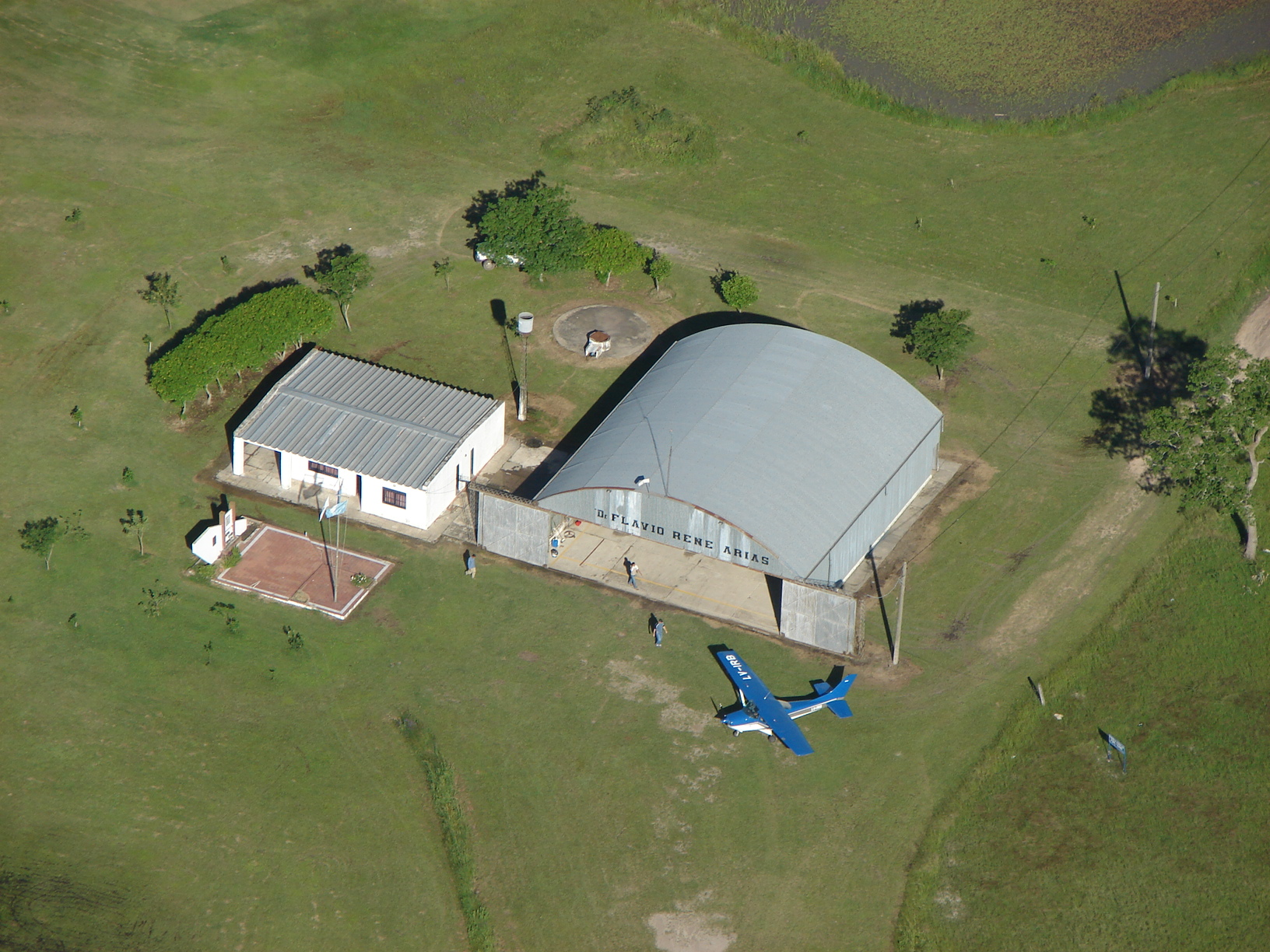
Vista aérea del Aeroclub Formosa, Argentina.

El aeroclub o aero club  es una asociación deportiva dedicada a la práctica y promoción de las actividades aeronáuticas.
Un aeroclub se encuentra situado al borde de una pista de aterrizaje o aeródromo. A veces la pista de aterrizaje se comparte con la de un aeropuerto. Los aparatos del aeroclub pueden incluir aeronaves ligeras, ultraligeros y / o planeadores. Algunos aeroclubes organizan competiciones aeronáuticas.

## Instalaciones
Los aeroclubes ofrecen diversas instalaciones a sus miembros, la calidad y dimensiones de las cuales varían según la importancia del club. Estas instalaciones pueden incluir hangares para guardar los aviones, instalaciones de repostaje de combustible y una zona dedicada a la limpieza, reparación y mantenimiento de las aeronaves.
Muchos aeroclubes cuentan con un bar (con o sin restaurante) dentro de un local que favorece las actividades sociales de los miembros y sirve como lugar de reunión.

## Historia
En Francia se creó el primer Aero Club, el 20 de octubre de 1898, al crearse el Aero Club de Francia, por iniciativa del fundador en 1895 del Automóvil Club de Francia, que fusionó al grupo aeronáutico del automóvil club con el club aerostático, quedando constituido formalmente por Decreto de la Prefectura de París el 9 de enero de 1899. 
En España se creó el 18 de mayo de 1905 oficialmente el Real Aero Club de España.
El 13 de enero de 1908 se funda el Aeroclub Argentino siendo su primer presidente Aarón de Anchorena.
Entre los Aeroclubs más antiguos de España cabe destacar:
- Real Aero Club de España, fundado en 1905.
- Real Aeroclub de Lérida, fundado en 1911.
- Aeroclub de Cataluña, fundado en 1915.
- Aero Club de Barcelona (1930) y el Aero Club de Sabadell (1931), que se fusionaron en 1953 dando lugar al Aero Club Barcelona-Sabadell (ACBS).
- Real Aero Club de Valencia, fundado en 1931.
- Real Aero Club de Reus, fundado en 1935.
- Aero Club de Las Palmas (1935), antecesor del actual Real Aeroclub de Gran Canaria.[2]
- Aeroclub de Menorca, fundado en 1939.